# Botryllophilus randalli
Botryllophilus randalli is een eenoogkreeftjessoort uit de familie van de Botryllophilidae. De wetenschappelijke naam van de soort is voor het eerst geldig gepubliceerd in 1970 door Stock.